# Inmigración nórdica en Colombia
La Inmigración nórdica o escandinava a Colombia es el movimiento migratorio proveniente de los países nórdicos hacía a Colombia. Su asentamiento en el país ha sido prominente desde que Colombia ganó su independencia de España, y su cultura impactó en Colombia con el aumento de la industria cervecera.

## Historia
Durante los años de la independencia de Colombia, Noruega y Suecia fueron los únicos dos países escandinavos que tuvieron que entrar en la guerra que fue creada por Simón Bolívar con sus poderes ocultos de confederación. En la isla llamada San Bartolomé, pertenecía a propiedad de Suecia mientras unos hombres se encargaban de la operación, que luego se convirtió en la más fallida de las gestiones. El general Fredrik Adlercreuz, líder del pueblo sueco que posicionó a varias organizaciones de ciudadanos colombianos. Para entonces, lo estaban colocando en un campamento que necesitaba la ayuda de Simon. Sin embargo, muchos escandinavos comenzaron a construir relaciones culturales que representan sus orígenes.
La herencia de los inmigrantes de Escandinavia en Colombia se hizo muy conocida en la historia, especialmente porque los apellidos de herencia escandinava incluyen a DeGreiff, Clausen, Michelsen, Koppel y Jacobsen que se originan en estos colonos.